# Paama (île)
Pour les articles homonymes, voir Paama.
Paama est une île du Vanuatu située dans la province de Malampa, entre Epi et Ambrym. Elle mesure environ 9 km de long sur 4 de large, pour une superficie de 32,3 km2.

## Population
Paama était peuplée en 2009 par 1 627 habitants. Leur langue est le paama.